# 榎本ひかり
榎本 ひかり（えのもと ひかり、1994年10月15日 - ）は、日本の元女優、元グラビアアイドル、元タレントである。
東京都出身。株式会社ウォーク所属。武藤敬司が旗揚げしたプロレス団体WRESTLE-1の公式サポーター「Cheer♡1」ライブチーム 元メンバー。元KHAOSガールズ。

## 来歴・人物
東京都出身。趣味・特技は、お笑いを見ること、温泉巡り（温泉ソムリエマスター、銭湯検定４級取得）、ジャズダンス、歌うこと。
2016年6月、株式会社ウォークに入所。それまでの「宮田晴香」から「榎本ひかり」に改名して再始動。8月14日、「Cheer♡1」ライブチームに加入。
2017年2月8日、TBSテレビ「水曜日のダウンタウン」にて、「おバカタレント、やりにいってる説」を覆す常識の無さを露呈。3月17日、モムチャンダイエットプロモーショントレーナー試験に合格。同月18日、立ち技格闘技「KHAOS」のラウンドガール（KHAOSガールズ）に就任。7月17日、「Cheer♡1ライブチーム　ありがとう会」をもって「Cheer♡1」ライブチームの活動が終了し、卒業。
2017年7月27日、月内いっぱいでの芸能界引退を発表。KHAOSガールズ退任。

## 出演

### テレビ放送
- ザ!世界仰天ニュース 再現VTR（2015年7月、日本テレビ）
- 東京オーディション(仮)（2015年9月、TOKYO MX）
- マネーの神が降りてきた!!（2016年6月、テレビ朝日）
- お願い!ランキング（2016年7月、テレビ朝日）
- ハナタカ!優越館（2016年7月、テレビ朝日）
- 水曜日のダウンタウン（2017年2月8日、TBS）

### 舞台
- タタカッテシネ 旗揚げ公演「DEAD or りばいあさん」（2015年、高田馬場ラビネスト）綺羅きらり 役 [5]

### イベント
- 「Cheer♡1（チアワン）」ライブパフォーマンス（2016年 - 2017年）
- 立ち技格闘技「KHAOS」ラウンドガール（2017年 - ）

### WEB
- 「sabranet girls」（2016年5月20日、小学館）電子写真集

### CM
- カルビーポテトチップス はちみつバター味（2016年7月）

### MV
- サザンオールスターズ「天国オンザビーチ」（2014年9月）
- 三代目 J Soul Brothers「Summer Madness」（2015年）
- R指定「スーサイドメモリーズ 」（2015年）[6]

## 作品

### デジタル写真集
- sabra net girls　マシェバラ スペシャル5（2016年5月20日、小学館） - 他の8名（後藤ちひろ、福森つかさ、加納莉奈、岡英里、青井まりん、菜々花、逢川はるか、なるせるな）との共演[7]

### イメージビデオ
- 「渚のバルコニー」（2017年3月31日発売、グラッソ（grassoc））[8]